# Skittles
Le Skittles® sono un prodotto di confetteria alla frutta distribuiti dalla Wrigley Company, una divisione della Mars.

Hanno gusci duri di zucchero che portano la lettera S e sono costituiti per lo più da zucchero, sciroppo di mais, olio idrogenato di palma e succo di frutta.

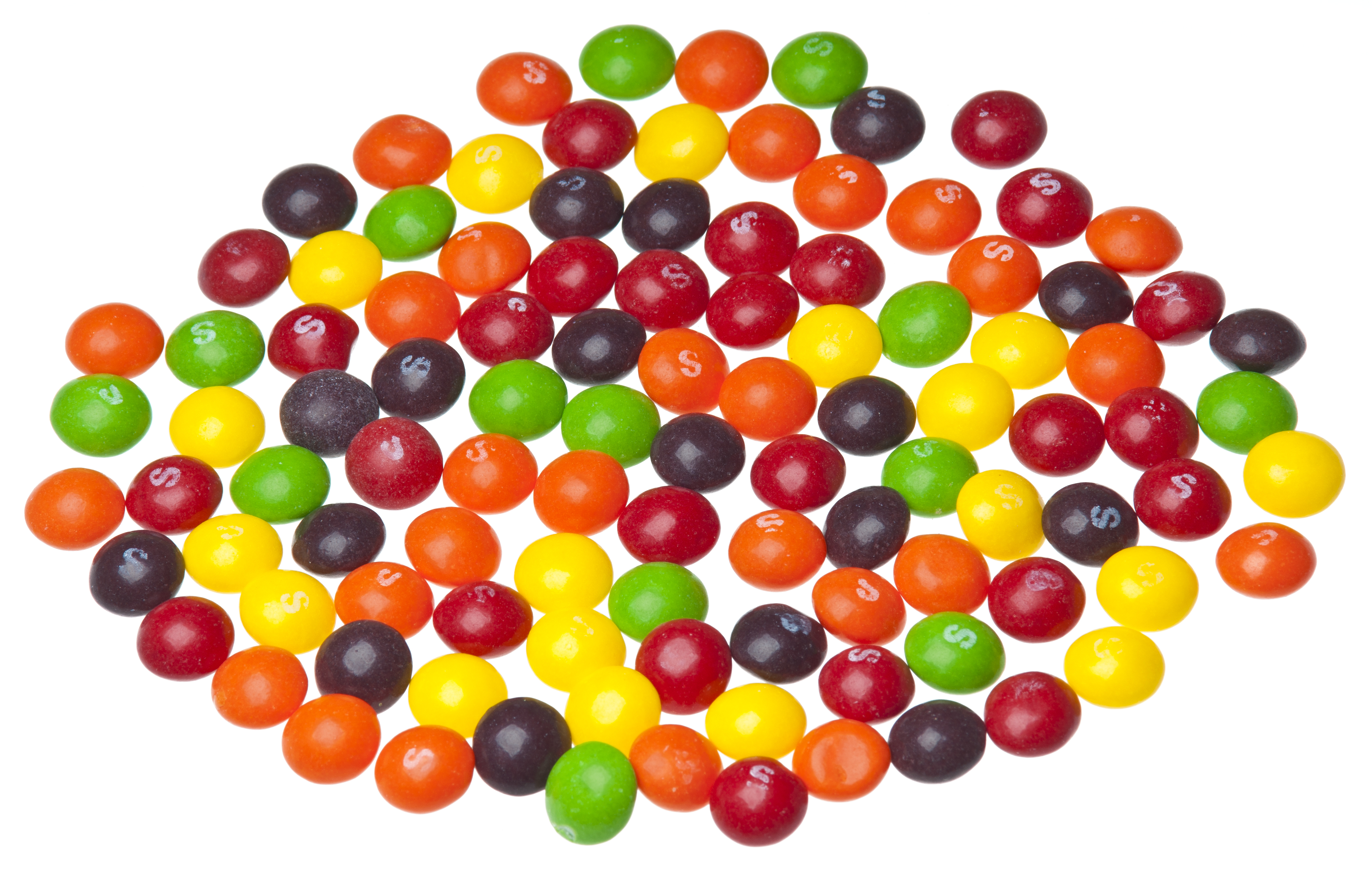
Skittles fuori dalla confezione

La loro particolarità sta nel fatto che la S che si trova sopra ogni caramella è fatta con un inchiostro idrosolubile e viene attaccata con una colla edibile; se messe a contatto con l’acqua (o con un altro liquido) la S si stacca e inizia a galleggiare.
 Nell'estate 2018, le Skittles tornano in Italia, dove erano già presenti negli anni 90.

## Varietà
- Sour
- Originale
- Wild Berry
- Tropical
- Desserts
- Darkside[1]